# Podkraj (gmina Ravne na Koroškem)
Podkraj – wieś w Słowenii, w gminie Ravne na Koroškem. W 2018 roku liczyła 83 mieszkańców.